# تپه باغ لار اوستو
تپه باغ لار اوستو مربوط به دوران پیش از تاریخ ایران باستان است و در استان قزوین، شهرستان آوج، بخش آبگرم، روستای یمق واقع شده و این اثر در تاریخ ۲۵ خرداد ۱۳۸۱ با شمارهٔ ثبت ۵۷۵۷ به‌عنوان یکی از آثار ملی ایران به ثبت رسیده است.